# Vättlefjäll
Vättlefjäll är ett skogsområde och har varit en kronoallmänning som begränsas av Göta älv-dalen i väster, Alefjäll i norr, sjön Mjörn i nordost och Lärjeåns dalgång i söder. Området sträcker sig i Göteborgs och Lerums kommuner i Västergötland. I den södra delen finns Vättlefjälls naturreservat som är ett Natura 2000-område.
Ursprungligen kommer namnet Vättlefjäll från den häradsallmänning där de bofasta innevånarna i Vättle härad sedan medeltiden kunde utnyttja området för att förse sig med byggvirke och ved.
Denna häradsallmänning ändrades i en dom i Alingsås den 6 augusti 1692, då det bestämdes att gränsen för Vättlefjäll, nu kronoallmänning, skulle vara:
 Från häradsgränsen mot Ale härad i Göta älv, därifrån söderut i älven ner till Agnesberg (Stora Steken), och därefter via Rösered – Kragryd – Bur – Koppared – Dansered – Björsbo – Ytterstad – Skepplaskog och Hjällsnäs till sjön Mjörn.
Norr om gränsen till Ale härad ( nuvarande Ale kommun) fanns motsvarande allmänning Alefjäll för de där boendes behov.
De tidigare härads- och kronoallmänningarna Vättle- och Alefjäll som alltså från början inte överskred respektive häradsgräns, blandas idag ofta samman med det nutida naturreservatet Vättlefjäll som överskrider kommungränserna, och därmed också de tidigare allmänningarnas gränser.

## Nybyggen på allmänningen Vättlefjäll
För att öka kronans inkomster uppmuntrade Gustav Vasa nybyggen. Kungen bröt med den medeltida lagstiftningen, som reglerade besittningstagande av gemensam bymark och tillät (med endast mindre inskränkningar) fri intäktsrätt för nybyggen på allmänningarna, som nu tillhörde kronan. Detta förklarar den mycket kraftiga expansionen av kronohemman i detta område under 1500-talet. Genom att uppmuntra kolonisation försökte Gustav Vasa att motverka hemmansklyvningarna och i stället skapa nya skatteobjekt.
I trakten av Göta älv fanns kronoallmänningen Vättle fjäll. Detta var Vättle härads område av ödemarkerna mellan Götaälvdalen och Lärjeådalen med sjöarna Mjörn och Anten. Före Gustav Vasas brev år 1535 om utökad intäktsrätt fanns nog ingen fast bebyggelse på kronoallmänningarna i våra trakter.
En av de allra äldsta gårdarna på Vättle fjäll och med typiskt höjdläge är Granaas, omnämnd i tiondelängd år 1545. Lika markerade lägen högst på höjder, men betydligt yngre är Fredagsåsen och Siersiönäs, de omnämns inte förrän år 1632. Rudh, vid Björboholm omnämns också år 1545, annars finns i Lundby socken inga så tidiga. Från dessa år är också de i Ale Härad och Kilanda socken belägna Jämbo, Sverket och Anfastebo år 1546, Sundet tidigare kallat Hexerutt år 1550, samt Östra Nesset (Baskanäs) år 1564. 
Därefter kommer i jordeböckerna Ramnå och Sletten 1567. Sletten kallas från och med år 1568 Liungslett. Också Gräskärr är från 1500-talet och nämns i skrift år 1584. 
Tolsiötorp nämns år 1626, men t.ex. Dammen (Granåsdamm), förekommer först år 1773. Av senare datum är också Grimmekärr år 1819, Jambacka år 1825 och Trehörningenår 1833. Långt fram i tiden är Agneskärr och Hultensjöslätt, bägge från år 1877. Agneskärr har dock funnits från år 1840 utan att vara registrerat. Det tidigaste namnet torde ha varit Annäs. 
De utanför kronoallmänningen belägna gårdarna Ingabo, Frestebo, Skepplaskog och Aggetorp hade delar av sitt område innanför dess gräns. Gårdarna låg vid Mjörns strand; Annäs, Ryd, Björboholm, Buan och Rämneå helt på kronoallmänningens område. Här finns också Granabben från 1634, och Stenbrokärr, ett skattelagt torp från 1825.